# Komora patentových zástupců České republiky
Komora patentových zástupců České republiky je profesním sdružením všech patentových zástupců v ČR, zřízeným ze zákona č. 417/2004 Sb., o patentových zástupcích. Ti složí u Komory zkoušku, získají osvědčení a jsou zapsáni do rejstříku Komory. Poté smějí poskytovat v ČR služby vztahující se k duševnímu vlastnictví buďto sami nebo jako členové sdružení případně společnosti patentových zástupců.
Komora patentových zástupců byla zřízena jako právnická osoba veřejného práva (§ 22 zák. č. 237/1991 Sb.), počátkem roku 1993 se obsah činnosti této komory zúžil jen na
zákonnou agendu patentových zástupců majících bydliště v České republice.

## Struktura sdružení
- Představenstvo (předseda, místopředseda a pět členů)
- Dozorčí komise
- Disciplinární komise

## Činnosti komory
Komora
- jmenuje a sdružuje patentové zástupce,
- prosazuje jejich zájmy a
- dohlíží na jejich činnost. Shledá-li pochybení, zavádí disciplinární řízení.

### Rejstřík patentových zástupců
Rejstřík patentových zástupců je veřejně přístupný registr do něhož mají všichni právo nahlížet a pořizovat si z něj výpisy či kopie. V rejstříku se vede i vnitřní agenda pro potřeby Komory.
Rejstřík patentových zástupců obsahuje následující seznamy:
- Patentoví zástupci
- Usazení zahraniční patentoví zástupci
- Asistenti patentových zástupců
- Sdružení patentových zástupců
- Společnosti patentových zástupců
- Usazené zahraniční organizační formy

Dále obsahuje komerční seznamy a seznamy podle oprávnění.

### Zkouška
Rozsah odborné zkoušky je volitelný. Uchazeč nusí doložit tříletou praxi a poté si může zvolit
- samostatnou zkoušku z oblasti ochrany práv k výsledkům technické tvůrčí činnosti
- samostatnou zkoušku z oblasti ochrany práv na označení
- soubornou zkoušku z obou oblastí.